# Pedro Franco
Pedro Camilo Franco Ulloa, né à Bogota le 23 avril 1991, est un footballeur international colombien. Il joue au poste de défenseur central ou de milieu de terrain à Boluspor en prêt du Beşiktaş.
Capitaine de la sélection colombienne à la Coupe du monde des moins de 20 ans en 2011,,, il est appelé pour la première fois en équipe nationale en 2014.
Il remporte avec le Millonarios FC la Coupe de Colombie en 2011 et le championnat de Colombie lors du tournoi de clôture 2012.

## Biographie

### Millonarios Fútbol Club
Pedro Camilo Franco arrive à neuf ans à l'école de football des Millonarios.
Il y fait ses débuts en équipe première en janvier 2009, lors d'un tournoi de pré-saison, puis débute en championnat le 18 février 2009 comme titulaire contre Deportes Tolima. Sa précocité est remarquée Il marque son premier but en professionnel le 24 octobre contre l'Independiente Medellín à Bogota, alors qu'il n'a que 18 ans. En 2009 et 2010 il joue ainsi 32 matchs de championnat
En 2011, il dispute avec la sélection colombienne la Coupe du monde des moins de 20 ans, organisé en Colombie. Capitaine, il marque au premier tour contre le Costa Rica. Après quatre victoires, les Colombiens sont éliminés en quart de finale par le Mexique. Avec la même sélection il remporte le Tournoi de Toulon la même année.
Après le tournoi il s'impose comme titulaire aux Millonarios. Son équipe s'incline en demi-finale du tournoi de clôture 2011 de Colombie face à Junior de Barranquilla mais remporte la coupe de Colombie face à Boyacá Chico.
Fin 2012, Franco commence à porter le brassard de capitaine, en alternance avec Mayer Candelo. Le club remporte en fin d'année son 14e titre de champion de Colombie, le premier depuis 24 ans. A 20 ans, Franco marque lors de la séance décisive de tirs au but en finale contre Medellín. En 2013 il dispute la Copa Libertadores, mais son équipe est éliminée en phase de groupes. 

### Besiktas

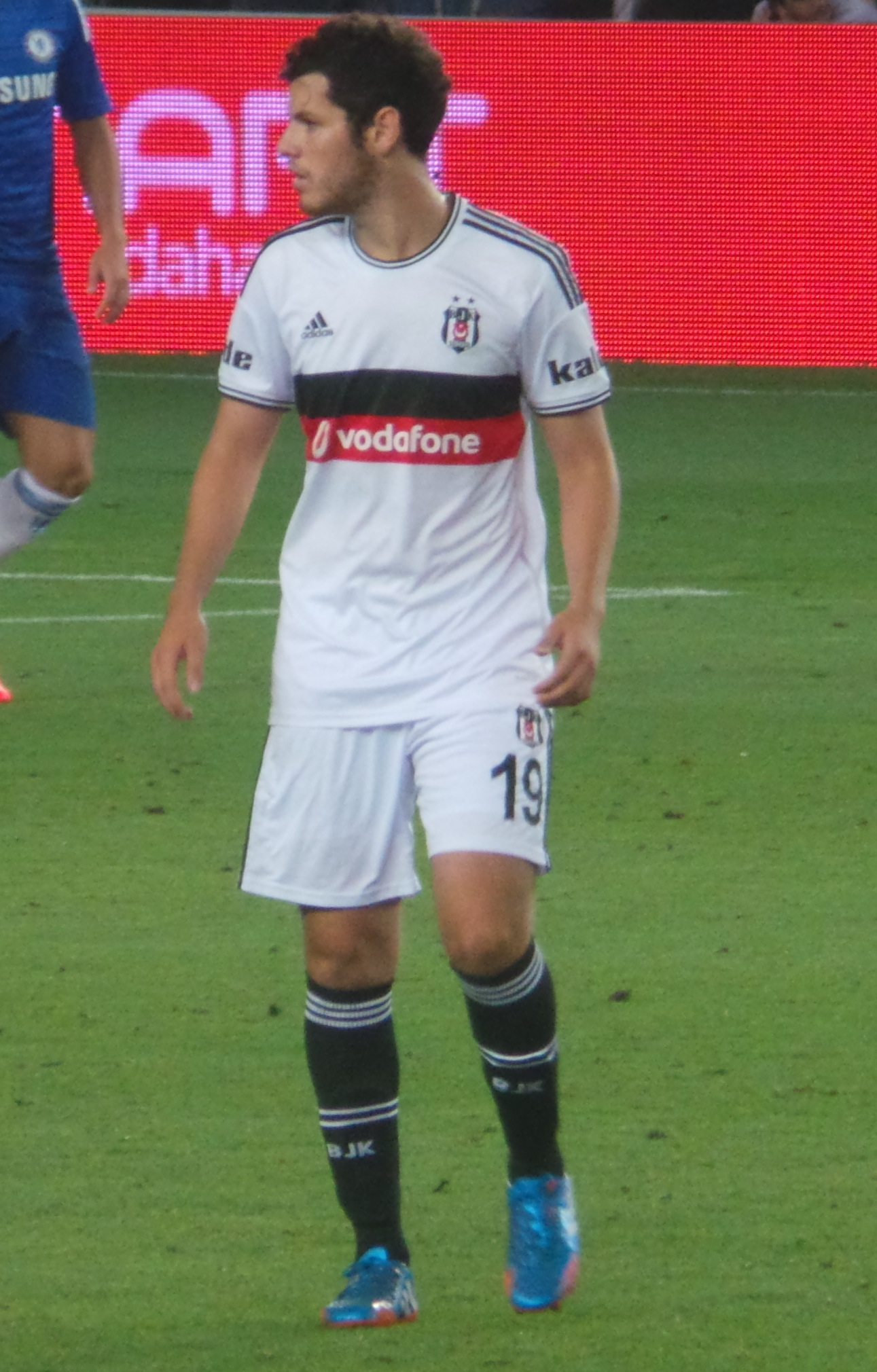
Pedro Franco au Beşiktaş.

A l'été 2013, Millonarios cède Pedro Franco au club turc de Beşiktaş pour 2,4 millions d'euros
Franco signe un contrat de cinq ans. Pourtant, il ne joue pas les premiers mois. Il fait finalement ses débuts en janvier 2014 et devient ensuite un titulaire régulier. Il ne parvient cependant à convaincre le sélectionneur de le convoquer pour la Coupe du monde 2014 au Brésil. La saison suivante il joue plus régulièrement. Son équipe atteint les huitièmes de finale de la Ligue Europa. 
Il fait ses débuts en sélection le 10 octobre 2014, sous les ordres de José Pékerman.